# Liste der Biografien/Macu
Liste der Biografien |
Portal Biografien |
Personensuche
# |
A |
B |
C |
D |
E |
F |
G |
H |
I |
J |
K |
L |
M |
N |
O |
P |
Q |
R |
S |
T |
U |
V |
W |
X |
Y |
Z |
?
 
Ma |
Mb |
Mc |
Md |
Me |
Mf |
Mg |
Mh |
Mi |
Mj |
Mk |
Ml |
Mm |
Mn |
Mo |
Mp |
Mq |
Mr |
Ms |
Mt |
Mu |
Mv |
Mw |
Mx |
My |
Mz
 
Maa |
Mab |
Mac |
Mad |
Mae |
Maf |
Mag |
Mah |
Mai |
Maj |
Mak |
Mal |
Mam |
Man |
Mao |
Map |
Maq |
Mar |
Mas |
Mat |
Mau |
Mav |
Maw |
Max |
May |
Maz
 
Maca |
Macb |
Macc |
Macd |
Mace |
Macf |
Macg |
Mach |
Maci |
Mack |
Macl |
Macm |
Macn |
Maco |
Macp |
Macq |
Macr |
Macs |
Mact |
Macu |
Macv |
Macw |
Macy |
Macz
Die Liste der Biografien führt alle Personen auf, die in der deutschsprachigen Wikipedia einen Artikel haben. Dieses ist eine Teilliste mit 11 Einträgen von Personen, deren Namen mit den Buchstaben „Macu“ beginnt.

## Macu

### Macuc
- Macúch, Rudolf (1919–1993), slowakischer Linguist

### Macug
- Macuga, Goshka (* 1967), polnisch-britische Konzeptkünstlerin
- Macuga, Lauren (* 2002), US-amerikanische Skirennläuferin
- Macuga, Samantha (* 2001), US-amerikanische Skispringerin

### Macul
- Maculani, Vincenzo (1578–1667), italienischer Geistlicher, Erzbischof von Benevent und Kardinal
- Maculewicz, Henryk (* 1950), polnischer Fußballtorhüter
- Maculewicz, Jerzy (* 1955), polnischer Ordensgeistlicher, römisch-katholischer Bischof und Apostolischer Administrator von Usbekistan

### Macur
- Macura, Alice (* 1982), österreichische Sängerin, Schauspielerin und Tänzerin
- Macurdy, John (1929–2020), US-amerikanischer Opernsänger (Bass)
- Macurová, Jana (* 1978), tschechische Tennisspielerin

### Macut
- Macut, Đuro (* 1963), serbischer Endokrinologe und PolitikerĐuro Macut (* 1963)

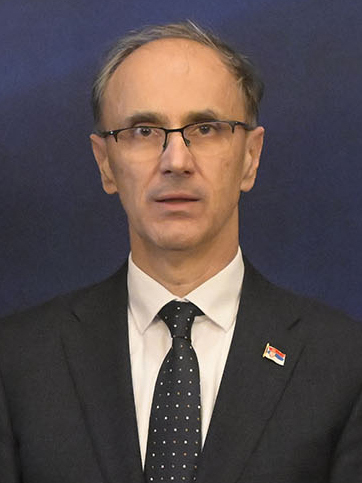
Đuro Macut (* 1963)